# Озерецкое (Сергиево-Посадский район)
Озере́цкое — село в Васильевском сельском поселении Сергиево-Посадского района Московской области.

## География
Находится на берегу одноименного озера (часть заказника «Болото и озеро Озерецкое»), ледникового происхождения, в которое впадают речки Чернянка и Воря, в восемнадцати километрах от города Хотьково.
Расположено на трассе 46К-8132 (Дмитров—Хотьково). На западе которого расположено село Костино Дмитровского района, на востоке — посёлок Мостовик.

## Население
| 2002 | 2006 | 2010 |
| ---- | ---- | ---- |
| 72   | ↗85  | ↘60  |

## История
Село Озерецкое расположилось на берегу одноименного озера, ледникового происхождения, в которое впадают речки Чернянка и Воря, в восемнадцати километрах от села Хотьково. Своё название озеро меняло несколько раз: в древние времена оно именовалось Белым, потом получило название Галицкое, вероятно по имени князя Василия Васильевича Галицкого (уп.1433), а сейчас носит своё современное название — Озерецкое. Очень привлекательна окрестность озера: ельник глухой и темный сменяется светлым березняком или небольшими дубравами. С холмов открываются далекие красивые виды. Неподалёку обнаружена стоянка неолитического человека (каменный век, III тысячелетия до новой эры). Южнее озера находятся славянские курганы X—XI веков.
Первое упоминание села Озерецкого относится ко времени царствования Великого князя Московского Василия II Темного (1425—1462). По духовному завещанию князя Василия Васильевича Галицкого около 1433 года Троице-Сергиев монастырь получает в своё владение село Озерецкое Никольское (на озере Белом) в Дмитровском уезде. Вероятно, Озерецкое называлось также и Никольским ввиду нахождения в ней церкви Николая Чудотворца. В 1451 году в селе Озерецком останавливался Великий князь Василий II во время нашествия на Русь Мазовши и Едигера.
Следующее упоминание села относится ко времени царствования Ивана IV Грозного (1533—1584), который дал указание игумену Троице-Сергиевой лавры Серапиону с братией давать «кормы заупокойные» для поминовения души со всех владений лавры. Список тех, кто должен был вносить «кормы» отмечен в кормовой книге XVI века, хранящейся в библиотеке Троицкой Сергиевой Лавры № 812, где упоминается село «Озерецкое да село Желтиково, а к ним 62 деревни, а вытей 189 с четвертию, а в писменных книгах написано 6 сох, кормити 2 корма большие да меньшой, по Князе Дмитрие, да по Князе Петре, по Княгине Ефросинии, по Симеоне, по Борисе, по Иване, по Даниле».
Следующее упоминание о селе Озерецком мы находим во время правления царя Федора Иоанновича (1584—1598). По писцовым книгам 1592—1593 годов «церковь Николая Чудотворца в селе Озерецком на Галицком озерке, Инобожского стана, деревянна вверх, а в ней образов: деисус стоячей на бели, венцы на золоте, да на правой стороне образ местной Николы Чудотворца на бели, венец на золоте; двери царские на бели, на них писаны святители; да в алтаре образ пречистой Богородицы запрестольной на бели, да на престоле Евангелие тетрь в десть, на бумаге; крест воздвизальный деревян, сосуды церковные; покровцы крашенные; да книг: апостол тетрь в полдесть, на бумаге, да псалтыри со следованием, да трефолой, да шестодневец, да минея общая, все в полдесть, на бумаге; ризы и стихари полотняные, ветхи; да кадило медное невелико; да на монастыре (монастырём называли двор, заключённый в церковной ограде) на колокольнице два колокола невелики. Да в селе во дворе поп, во дворе пономарь, во дворе проскурница, да три кельи, а в них живут нищие, питаются от церкви Божьей; пашни церковные 10 четьи в поле, а в дву потомужь, сена 5 копен». Село состояло в вотчине Троице-Сергиева монастыря.
Упоминается оно и в царствование Михаила Федоровича Романова (1613—1645) в писцовой книге Дмитровского уезда переписи Андрея Загряжского и подьячего Гаврилы Володимерова 1627—1628 годов, где сказано, что «церковь Николая чудотворца в селе Озерецком у Галецкого озера, Инобожского стана деревянная, клетцки, а в ней Деисус, двери царские, образы местные, ризы, книги, колокола и всякое церковное строенье монастырское; у церкви во дворе поп Феоктист Данилов, во дворе дъячек Алешка Афанасьев и мать его проскурница Устинья, во дворе пономарь Савка Константинов. Пашни паханой церковной худой земли 4 четьи, перелогом 3 четверти, лесом поросло 13 четьи в Оле, а в дву потомуж; сена 5 копен». Во время правления царя Фёдора Алексеевича (1676—1682) в переписной книге города Дмитрова и Дмитровского уезда переписи Д. М. Кутузова и подьячего Федора Леонтьева за 1677 год также есть описание села Озерецкого. В жалованной грамоте императрицы Елизаветы Петровны (1741—1761) Троице-Сергиевой Лавре от 11 июня 1752 года, подтверждающей все права на все монастырские владения и отчины упоминается «в Инобожском стану село Озерецкое, к нему деревни: Житниково, Башлаево, Левково, Кудрино, Стройково, Ворохобино, Лазорево, Новинки, Желтиково, прежних грамот 7042 (1533 год) февраля 9, 7059 (1550 год) маия 17, 7094 (1585 год) февраля 2, с подтверждением 7110 (1601 год) сентября 19, 7114 (1605 год) июля 11, 7121 (1612 год) августа 31, 7165 (1656 год) маия 20».

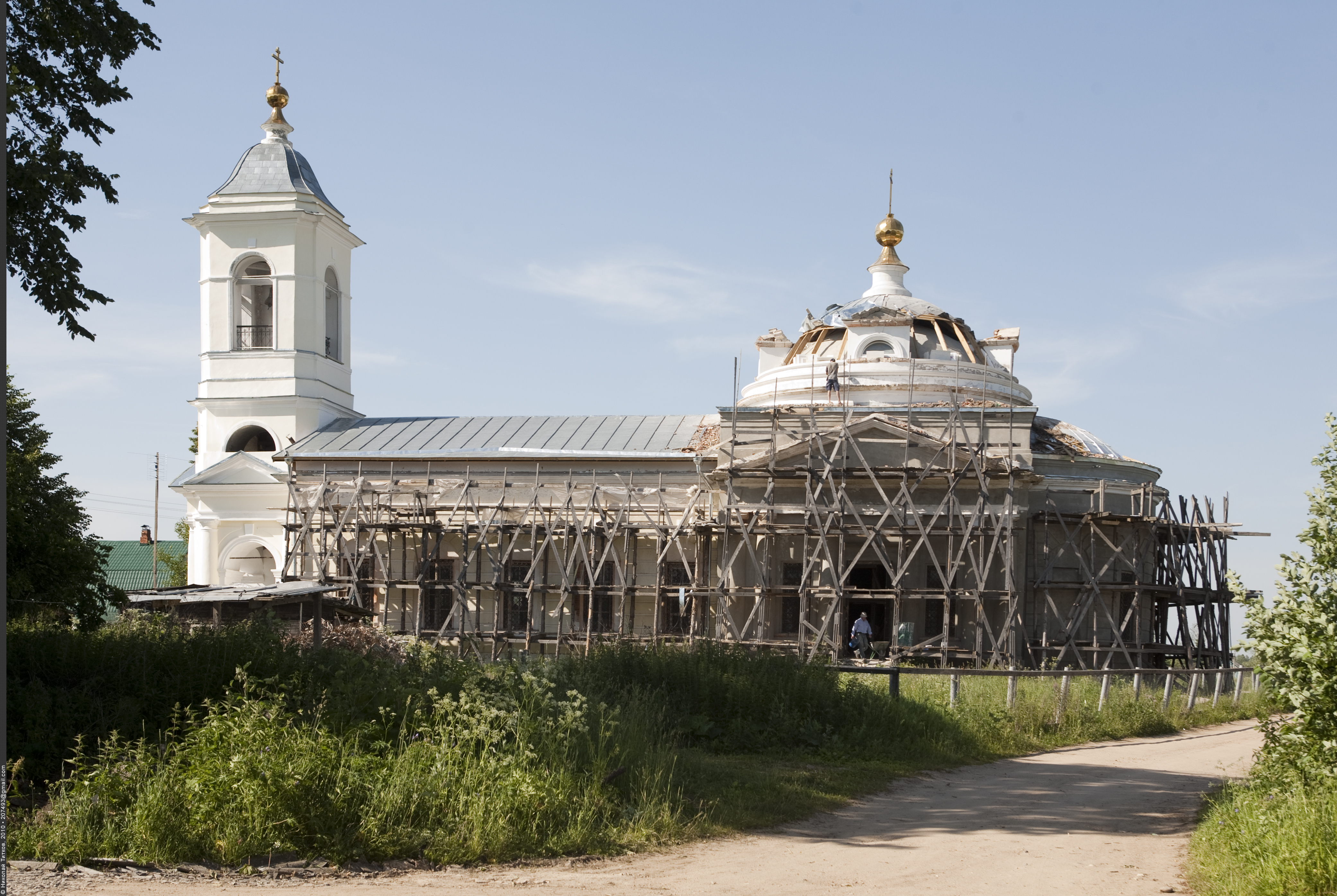
Никольский храм в селе Озерецкое

Деревянная церковь Николая Чудотворца просуществовала в селе до 1811 года, когда на её месте, на средства прихожан была возведена ныне существующая каменная трёхпрестольная церковь Святителя Николая Мирликийского с приделами апостолов Петра и Павла и преподобного Сергия Радонежского. Кирпичное здание с деталями из белого камня — один из ранних образцов ампира московской школы — в наружной обработке сохраняет черты зрелого классицизма. В его трехчастной осевой композиции привлекает своей компактностью и красотой форм невысокий бесстолпный храм, перекрытый куполом на низком барабане. Купол украшен люкарнами, фасады — полуколонными портиками тосканского ордера с фронтонами. Хорошо найденные пропорции здания нарушает поздний каркасный венчающий барабан с железной обшивкой, скрывающий прежний миниатюрный трибун главы. Нарядности храма не уступают смежные с ним алтарь и удлиненная трапезная зального типа с цилиндрическим сводом. Декоративная их разработка основана на чередовании арочных оконных ниш и рустовки. Архитектура трехъярусной колокольни менее выразительна. Фасады памятника испорчены цементной штукатуркой, которая, однако, не коснулась изящных, тесанных из камня карнизных профилей. Добротность и красота храма очевидна и теперь, несмотря на то, что в 1937 году он был закрыт и разграблен: сняты колокола, разрушен пол, уничтожены иконостас и иконы, упала стенная роспись, обвалились белокаменные карнизы.
В 1764 году село было отобрано у Троице-Сергиева монастыря и переведено в экономическое ведомство, то есть стало казённым, а, следовательно, и все его жители стали государственными крестьянами, а не монастырскими. Озерецкое было довольно крупным населенным пунктом: в 1627 году в нём проживало только 26 человек, в 1677 году — уже 106 человек, в 1743 году — 310 человек, в 1816 году — 352 человека, а в 1865 году — уже 539 человек. К началу XX века в селе Озерецком располагались: приходское кладбище, волостное правление, квартира урядника, земское училище, земская библиотека им. М. Я. Новохатной, казённая винная лавка, число дворов 81. Будучи расположенным на Дмитровском тракте (дорога из Дмитрова в Сергиев Посад), оно занимало выгодное положение, что способствовало его экономическому процветанию.
До Октябрьской революции село Озерецкое входило в состав Озерецкой волости Дмитровского уезда Московской губернии. В 1919 году постановлением Президиума Московского губернского исполкома был образован Сергиевский район с центром в городе Сергиеве, к которому была присоединена и Озерецкая волость с селениями — Озерецкое, Васильевское, Кузьминки, Левково, Лазарево, Святогорово, Торбеево, Ярыгино. В 1923 году в Озерецком насчитывалось 528 человек, дворов было 98. С начала коллективизации в селе Озерецком одним из первых возник колхоз под названием «Смычка». В дальнейшем он был преобразован в совхоз. В настоящее время акционерное общество. До 1954 года существовал Озерецкий сельсовет. Сельская церковь после революции пришла в запустение, и долгое время использовалась как склад сельскохозяйственного инвентаря и зерно-хранилище. Затем она оказалась бесхозной, хотя числилась под охраной государства как памятник архитектуры. 10 декабря 1937 года был расстрелян последний настоятель храма села Озерецкое иеромонах Иаков (Марочкин, родился в 1879 году).
В 1994 году развалины храма были переданы православной общине и назначен первый настоятель — священник Сергий Пташинский. Его усилиями и заботами прихожан началось, хотя и очень медленное, восстановление оскверненной святыни. Была заново покрыта крыша, зацементирован провалившийся пол. Вскоре нашелся благотворитель и подарил временный иконостас и несколько икон. В 1996 году архитектор-реставратор Е. В. Трубецкая сделала эскизный проект реставрации храма. С января 2000 года настоятелем храма был назначен священник Сергий Минченко. За три года при новом настоятеле на церковь установлен купол с крестом, завершена реставрация колокольни. Богослужения в церкви совершаются регулярно по праздничным и воскресным дням.

## Известные люди
В середине XVIII века священником в селе служил Яков Озерецковский (1726—98), впоследствии игумен Русской православной церкви, настоятель Лукиановой пустыни. В селе у него родились сыновья:
- Николай Яковлевич Озерецковский (1750—1827) — путешественник, естествоиспытатель и исследователь русских озёр, академик.
- Павел Яковлевич Озерецковский (1758—1807) — первый по времени обер-священник армии и флота.
- Кузьма Яковлевич Озерецковский (?—1773) — переводчик, священник.

В селе родился Иван Михайлович Белов (1905—61)  — советский военачальник, генерал-полковник авиации.